# Old Money
«Old Money», llamado «Dinero viejo» en España y «Nuestros años felices» en Hispanoamérica, es un episodio perteneciente a la segunda temporada de la serie animada Los Simpson, emitido originalmente el 28 de marzo de 1991. El episodio fue escrito por Jay Kogen y Wallace Wolodarsky, y dirigido por David Silverman. Audrey Meadows fue la estrella invitada. En el episodio, el Abuelo comienza una relación amorosa con Beatrice Simmons, una anciana del Asilo, y hereda su dinero cuando ella fallece.

## Sinopsis
Todo comienza cuando el Abuelo, después de pasar un domingo con su familia, se enamora de Beatrice Simmons, una anciana, cuando sus pastillas se mezclan en el Asilo de Ancianos. Ambos se vuelven muy amigos y empiezan a salir.
El domingo era el cumpleaños de Bea, y el Abuelo quería pasarlo con ella, pero Homer lo obliga a ir con él y su familia a un refugio de vida silvestre llamado Safari de Leones con descuento. En el lugar, el auto de la familia se queda atascado entre un pantano y unos leones hambrientos comienzan a rodearlo, y comiendo una cebra, encerrando a la familia en el auto hasta que se hace de noche.
A la mañana siguiente, un cazador espanta a los leones, y el Abuelo vuelve al Asilo para ver a Bea. Sin embargo, cuando llega al Hogar de Retiro, ve que su amada estaba en una ambulancia. Gaspar le informa que Bea murió por un ventrículo obstruido (en otras palabras, un corazón roto) durante el día de su cumpleaños.
El Abuelo se vuelve muy triste y depresivo. En el funeral, se empieza a poner furioso con Homer, ya que él lo había privado de pasar con Bea su cumpleaños y sus últimas horas. Decide no hablarle más a su hijo.
Unos días más tarde, el Abuelo recibe la noticia de que había heredado los bienes de Bea: eran, en total, 106 000 dólares. Al principio, piensa en gastarse el dinero en sí mismo, aunque no logra sentirse satisfecho. Pero luego le aparece el fantasma de Bea mientras él estaba subido a una montaña rusa, quien le sugiere que si no le hace feliz su dinero, lo dé a obras caritativas.
El Abuelo había gastado algo de dinero (400 dólares en un sombrero que supuestamente “había usado Napoleón”) por lo que la herencia se había reducido un poco. Luego de entrevistarse con la gente de Springfield para ver quién necesitaba más el dinero, el Abuelo decide que nadie lo merecía en verdad. Por lo tanto, toma la determinación de darlo en caridad, pero ve que no era suficiente. Para que crezca el dinero, lo apuesta en un casino. Sin embargo, Homer lo para justo a tiempo, dándole a conocer que podría perder mucho dinero si lo apostaba.
Finalmente, el Abuelo perdona a Homer. También decide gastar el dinero en una remodelación completa del Asilo de Ancianos, que estaba en muy malas condiciones. La renovación incluía un nuevo salón comedor, que llevaba el nombre de Beatrice Simmons.